# Băile Băița
Băile Băița sunt o stațiune balneo-climaterică aflată în județul Cluj. Stațiunea se află în zona Dealurilor Dejului, lângă localitatea Băița și la 1 km de municipiul Gherla, fiind parte componentă a acestuia.
Apele ape sărate și sulfuroase din zonă au fost folosite încă din perioada ocupației romane, izvoarele fiind indicate în special pentru tratarea bolilor de piele și a celor reumatice.
Băile Băița sunt cunoscute pentru apele minerale bicarbonatate, slab sulfuroase, hipotone care sunt utilizate in tratarea afectiunilor reumatismale si a celor neurologice periferice (pareze usoare, sechele dupa poliomielita). De asemenea aceste ape se mai utilizeaza si in tratarea unor afectiuni ginecologice (cervicita cronica, insuficienta ovariana).